# Lista siturilor arheologice din județul Bihor - I
Lista siturilor arheologice din județul Bihor - I conține toate siturile arheologice din județul Bihor înscrise în Repertoriul Arheologic Național (RAN) și aflate în localități al căror nume începe cu litera I. RAN este administrat de Ministerul Culturii și Patrimoniului Național și cuprinde date științifice, cartografice, topografice, imagini și planuri, precum și orice alte informații privitoare la zonele cu potențial arheologic, studiate sau nu, încă existente sau dispărute.
Puteți căuta un sit din localitățile care încep cu litera I folosind formularul de mai jos sau puteți naviga prin toate siturile din județ la Lista siturilor arheologice din județul Bihor.
| Cod RAN                               | Denumire | Localitate                  | Adresă    | Datare        | Descoperit | Coordonate | Imagine           | Erori            |
| ------------------------------------- | --- | --------------------------- | --------- | ------------- | ---------- | ---------- | ----------------- | ---------------- |
| 30041.01.01 (Cod LMI: BH-I-s-B-00977) | Așezarea rurală medievală de la Ianoșda - "Cânepiște" / ansamblu anonim (Categorie: locuire civilă) (Tip: Așezare rurală) | sat Ianoșda, comuna Mădăraș | Cânepiște | sec. XV - XVI |            |            | Încărcați imagine | Raportați eroare |
| 28308.01.01 (Cod LMI: BH-I-s-B-00978) | Valul de pământ din epoca romană de la Inand / ansamblu anonim (Categorie: fortificație) (Tip: Val de pământ)             | sat Inand, comuna Cefa      |           |               |            |            | Încărcați imagine | Raportați eroare |
| 28308.02.01 (Cod LMI: BH-I-s-B-00979) | Așezarea medievală de la Inand - "Râturi" / ansamblu anonim (Categorie: locuire civilă) (Tip: Așezare)                    | sat Inand, comuna Cefa      | Râturi    | sec. IX - XVI |            |            | Încărcați imagine | Raportați eroare |